# Sher Bahadur Deuba

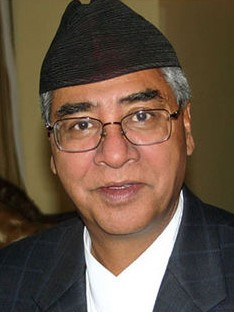
Sher Bahadur Deuba

Sher Bahadur Deuba (Nepali शेरबहादुर देउवा; * 13. Juni 1946 in Ruwa Khola Ashigram-5, Distrikt Dadeldhura) ist ein nepalesischer Politiker. Er war nach der Absetzung von Khadga Prasad Oli von Juli 2021 bis zum 25. Dezember 2022 zum fünften Mal Premierminister seines Heimatlandes.

## Biografie
Deuba begann sich bereits früh politisch zu engagieren und befand sich wegen seiner politischen Aktivitäten zwischen 1966 und 1985 insgesamt neun Jahre in Haft. 1970 war er Mitbegründer der Nepal Students Union, der Vereinigung der Studenten innerhalb der Nepalesischen Kongresspartei (NCP). Er spielte eine wichtige Rolle bei der Forderung nach einem demokratischen Mehrparteiensystem in Nepal während des landesweiten Referendums 1980.
Bei den allgemeinen Wahlen 1991 wurde er als Kandidat der NCP erstmals zum Abgeordneten des Repräsentantenhauses gewählt und am 26. Mai 1991 von Premierminister Girija Prasad Koirala zum Innenminister in dessen bis zum 30. November 1994 amtierenden Kabinett berufen. Nach den Wahlen im November 1994 wurde er zum Fraktionsvorsitzenden der NCP im Repräsentantenhaus gewählt. Deuba, einer der führenden jüngeren Politiker der NCP, gelang in dieser Position in der Folgezeit die Bildung einer parlamentarischen Koalition der NCP mit der Rashtriya Prajatantra Party (RPP) und der Nepal Sadbhavana Party (NSP).
Diese Koalition konnte am 12. September 1995 durch ein Misstrauensvotum mit 107 zu 88 Stimmen die von Premierminister Man Mohan Adhikari geführte erste kommunistische Regierung der Kommunistischen Partei Nepals-Vereinigte Marxisten-Leninisten (KPN-VML) ablösen, so dass Deuba am gleichen Tag selbst erstmals Premierminister wurde. Am 12. März 1997 trat er nach einem Misstrauensvotum zurück, das wegen Vorwürfen von Korruption innerhalb der Regierung erfolgt war. Zudem warf die RPP der NCP eine zu große Dominierung der Regierungskoalition vor.
Am 26. Juli 2001 wurde er als Nachfolger von G.P. Koirala erneut Premierminister und übernahm zusätzlich das Amt des Außenministers. Am 22. Mai 2002 wurde das Parlament aufgelöst und Deuba bat um Verschiebung der Wahlen um ein Jahr. Grund dafür war, dass sich die Kommunistische Partei Nepals-Maoistisch (KPN-M) seit 1996 in einem Bürgerkrieg gegen die Monarchie und das hinduistische Klassensystem befand. Die Aufständischen wurden nach dem 11. September 2001 als Terroristen gebrandmarkt. Innerhalb der nächsten sechs Monate starben mehr Menschen in dem innenpolitischen Konflikt, als in den sechs Jahren zuvor. König Gyanendra lehnte die Durchführung von Neuwahlen jedoch ab und entließ Deuba am 4. Oktober 2002 wegen „Unfähigkeit“ und berief am 11. Oktober 2002 eine von ihm erwählte Regierung unter Lokendra Bahadur Chand.
Im April 2004 wurde er wegen eines Verstoßes gegen das von König Gyanendra verhängte politische Versammlungsverbot erneut verhaftet. Allerdings ernannte ihn der König am 3. Juni 2004 wegen aufkommender Forderungen nach einer Rückkehr zur Demokratie erneut zum Premierminister. Außerdem übernahm er wieder das Amt des Außenministers. Am 1. Februar 2005 wurde er wieder entlassen und unter Hausarrest gestellt.
Nach einer Freilassung am 11. März 2005 wurde er nach einer erneuten Verhaftung im April im Juli 2005 durch die Königliche Kommission für Korruptionskontrolle (Royal Commission for Corruption Control) zu einer Freiheitsstrafe von 2 Jahren verurteilt. Am 13. Februar 2006 wurde er aus der Haft entlassen nach dem der Oberste Gerichtshof (Supreme Court) diese Kommission aufgelöst hatte.
Nachdem Ministerpräsident Pushpa Kamal Dahal wie 2016 vereinbart am 24. Mai 2017 seinen Rücktritt erklärte, wurde Sher Bahadur Deuba am 6. Juni 2017 vom nepalesischen Parlament zum Ministerpräsidenten gewählt. Von diesem Amt trat er am 15. Februar 2018 zurück.
Am 12. Juli 2021 hat der Oberste Gerichtshof das von Staatspräsidentin Bidhya Devi Bhandari im Mai 2021 aufgelöste Parlament wieder eingesetzt. Am 13. Juli 2021 wurde Sher Bahadur Deuba als Ministerpräsident vereidigt.